# Stadil Kirke
Stadil Kirke ligger i Stadil Kirkeby lidt syd for landsbyen Stadil i Stadil Sogn, Ringkøbing-Skjern Kommune (Ribe Stift).

## Bygning og interiør
Kirken er opført i to bygningsstile: Skibet og koret er romanske, mens tårnet og våbenhuset er gotiske. Skibet og koret er opført i kvadre, der fremstår ubehandlede, mens tårnet er hvidkalket. En del af kirkens tidligere vinduer samt en dør i bygningens sydende er blændede.
På sydsiden af tårnet står en piscina, som tidligere blev brugt til at lede vandet fra dåben ned i kirkens gulv. Døbefonten i kirken er fra romansk tid og har fra oven og ned bægerblade, rebfletning samt en firkantet fod med hjørnekløer og arkader. Det centrale felt på altertavlen er af forgyldt kobber og stammer fra det 13. århundrede. Det centrale motiv her er Kristus omringet af symboler for evangelisterne. Udenom ses apostlene og motiver fra Jesus' barndom.

## Historie
Stadil Kirke stammer fra det 12. århundrede, hvor koret og skibet blev opført i romansk stil i granitkvadre. Tårnet og våbenhuset er tilføjet senere og er i gotisk stil. En del af kirkens inventar stammer fra det 17. århundrede, som træfonten med dåbshimmel, prædikestolen, stoleværket, alterbordets panel og orgelpulpituret.
Kirken blev restaureret i 1901, hvor man fandt relikvier til Skt. Laurentius, hvilket betyder, at kirken sandsynligvis oprindeligt har været viet til denne helgen. I det 16. århundrede omtales kirken imidlertid som Sankt Hans Evangelistens Kirke, hvilket må betyde, at tilknytningen er ændret på et tidspunkt i historien.
Den senere statsminister I.C. Christensen var lærer i sognet og degn ved kirken 1886-1901.

## Galleri
- Forside med hovedsti
- Bagside mod Stadil Fjord
- Tårn fra vest

- Døbefonten
- Piscinaen ved tårnet
- Trædøbefonten med dåbshimmel
- Altertavle og -bord
- Prædikestolen